# Automolis major
Automolis major là một loài bướm đêm thuộc phân họ Arctiinae, họ Erebidae.